# Verpflegungskontrolle (Radsport)

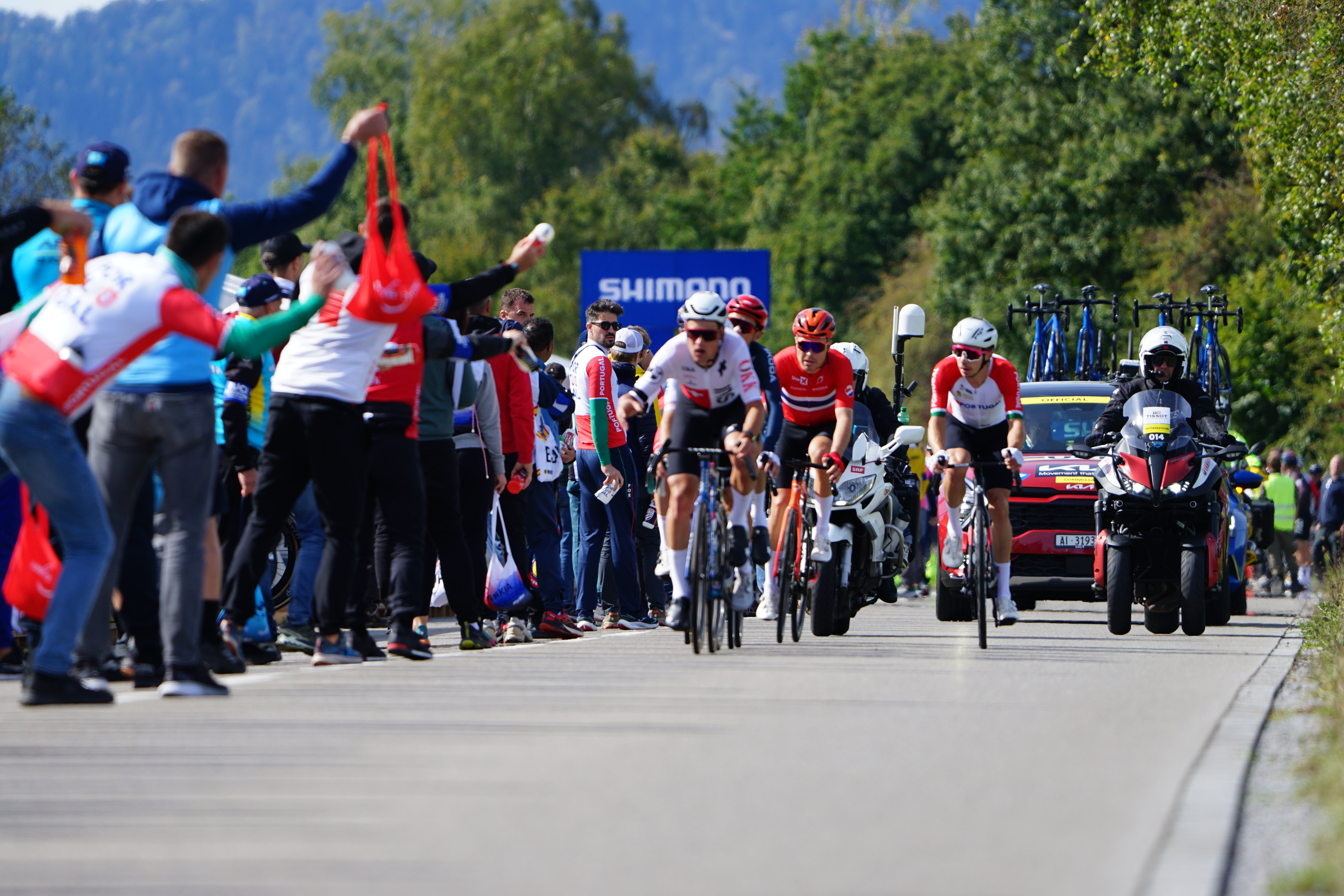
Die Spitzengruppe in der Verpflegungszone an den Weltmeisterschaften 2024

Unter der Verpflegungskontrolle versteht man im Radsport einen Streckenabschnitt, auf dem die Fahrer aus dem Stand oder Lauf mit Nahrungsmitteln und Getränken versorgt werden. Der  Bund Deutscher Radfahrer (BDR) spricht meist von Verpflegungsabschnitt, Swiss Cycling von Verpflegungszone.
Auf diesem Streckenabschnitt – bei den langen, 200 bis über 250 km langen Profi-Rennen etwa nach der halben Renndistanz – werden den Fahrern von sportlichen Leitern, Betreuern, Pflegern und Mechanikern sogenannte „Verpflegungsbeutel“ gereicht, deren Inhalt sie in ihren Trikottaschen verstauen und anschließend den leeren Beutel wegwerfen. Sie enthalten überwiegend hoch kalorienhaltige Nahrungsmittel wie Energie-Riegel, Reiskuchen und Energie-Konzentrate, aber auch Obststücke und dergleichen. Dabei ist die Banane als die traditionelle „Standard-Radsportler-Mahlzeit“ zwar zurückgedrängt worden, wird aber immer noch gerne genutzt. Ebenfalls zurückgegangen ist der Verzehr von Trockenobst, der früher häufiger anzutreffen war.

## Notwendigkeit der Verpflegung unterwegs

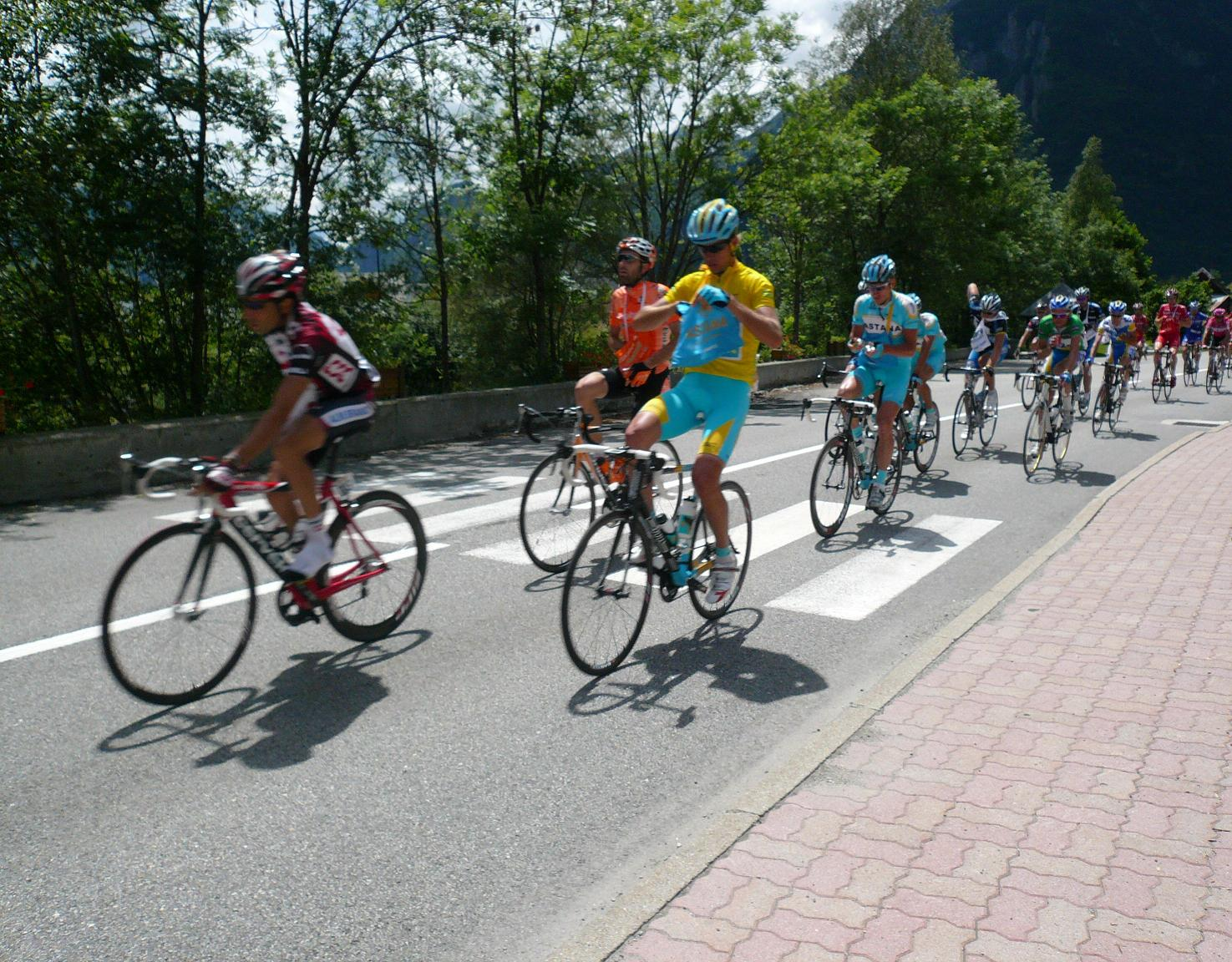
Fahrer verstauen die Nahrungsmittel aus dem Verpflegungsbeutel in den Trikottaschen (Critérium du Dauphiné Liberé 2007).

Die Verpflegung unterwegs – ob durch Verzehr der vor dem Start in den Trikottaschen verstauten Nahrungsmittel, durch Verpflegung aus dem Mannschafts-Begleitfahrzeug oder an der Verpflegungskontrolle – ist im Radsport bei Distanzen über 50 km eine Notwendigkeit. Im Gegensatz zu den Strapazen, die ein Marathonläufer erdulden muss und die die physikalische Leistung des Sportlers schmälern, ist die Übertragung der physikalischen Leistung des Fahrers im Radsport auf den erzielten Vortrieb fast verlustfrei. Dies macht sehr lange Fahrzeiten und hohe Kilometer-Leistungen möglich. Die Etappen bei der Tour de France bewegen sich zwischen 180 und 230 km Länge, was einer Fahrzeit von 4,5 bis 7, in Ausnahmefällen 8 Stunden entspricht. Bei einer Durchschnittsleistung von 300 bis 350 Watt und einem Wirkungsgrad von 25 bis 30 % entspricht dies einer Energiemenge von 20.000 bis 35.000 kJ oder 4.500 bis über 8.000 kcal.
Energie kann nicht in diesem Umfang schnell abrufbar im Körper gespeichert werden. Bei der oben genannten Belastungsintensität halten die Glykogenspeicher ca. 90 Minuten. Ein Auffüllen dieser Energiereserven ist also unbedingt notwendig. Isst ein Fahrer unterwegs zu wenig – wie etwa Jan Ullrich bei der Tour de France 1998 auf der Etappe nach Les Deux Alpes – droht ihm der Hungerast.

## Geschichte der Verpflegungskontrolle
Da in der Frühphase des Radsports – vor allem bei der Tour de France – Getränke und Verpflegung wahllos vom Straßenrand aufgenommen wurden, wobei in einer Reihe von Fällen – beabsichtigt und unbeabsichtigt – Dopingmittel angenommen wurden beziehungsweise vergiftete Nahrungsmittel und Getränke konsumiert wurden, wurde eine Kontrolle unabdingbar. Daher stammt vermutlich der Ausdruck Verpflegungskontrolle.
Das Reglement schreibt heute sehr genau vor, wann und wo Verpflegung aufgenommen werden darf, wobei es nach wie vor jedem Fahrer unbenommen ist, sich am Start bereits für die ersten 150 km und darüber hinaus ausreichend zu versorgen. Hierfür stehen ihm drei große Trikottaschen auf der Rückseite des Trikots zur Verfügung.

## Regeln zur geordneten Verpflegungsaufnahme
Die Verpflegungsaufnahme im Rennen ist durch das Reglement der UCI, welches durch die nationalen Verbände umgesetzt wird geregelt. Für den Bereich des BDR erfolgt die Regelung in Abschnitt 7.6 der Wettfahrbestimmungen „Straßenrennsport“ (nachfolgend kursiv).

### Verpflegung vom Begleitfahrzeug aus
Verpflegung aus Mannschaftswagen ist „ab 30 km nach dem Start bis 20 km vor dem Ziel zulässig. Die Verpflegungsabgabe darf nur hinter dem begleitenden Kommissärsfahrzeug bzw. bei kleineren Gruppen bis zu 15 Fahrern am Ende der Gruppe erfolgen.“ – Die Übergabe darf nur von den entsprechenden angemeldeten Betreuern aus angemeldeten Begleitfahrzeugen erfolgen. Ausnahmen – bspw. Verlegung des Beginns der Verpflegung bei Kilometer 50 oder des Endes 20 km vor dem Ziel – werden in den Wettfahrbestimmungen geregelt. Auf diese Weise kann auch von der Rennjury ad hoc entschieden werden, dass etwa die Getränkeannahme bei übergroßer Hitze bis zum Ziel zulässig ist.

### Verpflegungsabschnitte (= Verpflegungskontrolle)
„Bei längeren Rennen oder Etappen (mehr als 150 km) sind vom Veranstalter an geeigneten Stellen Verpflegungsabschnitte einzurichten, an denen den Rennfahrern Verpflegung aus dem Stand gereicht werden kann.“ – Aus dieser Bestimmung ergibt sich, dass die Rennfahrer sich bei kürzeren Rennen/Etappen nötigenfalls vom Begleitfahrzeug oder aus den beim Start eingepackten Reserven versorgen müssen. Im Verpflegungsabschnitt darf die Übergabe nur von den entsprechenden angemeldeten Betreuern auf dem genau festgelegten Streckenabschnitt von etwa 2 km Länge durchgeführt werden.

### Verpflegung der Fahrer untereinander
Diese ist praktisch unbegrenzt möglich, jedoch laut Reglement nur unter Mannschaftskameraden zulässig. Zu seinem eigenen Schutz – beispielsweise würde sich seine Situation bei Doping-Ermittlungen zu seinen Ungunsten verkomplizieren – wird ein Fahrer das Angebot eines gegnerischen Fahrers, ihm einen Energieriegel oder eine Trinkflasche zu überlassen, ablehnen – es sei denn, sie verbindet ein besonderes Vertrauensverhältnis über die Mannschaftsgrenzen hinweg.

### Wasser
Wasser ist das wichtigste Element, das der Rennfahrer zur Verpflegung braucht. So wird beispielsweise bei der Glykogenspeicherung fast die dreifache Menge Wasser im Muskel gespeichert. Nach den ungeschriebenen Gesetzen ist es die erste Aufgabe der Mannschaftshelfer, die deshalb auch „Wasserträger“ genannt werden, die Mannschaft durch regelmäßige Abholung vom Mannschaftswagen mit Wasser zu versorgen. Entgegen landläufigen Erwartungen (die von der Werbung aus naheliegenden Gründen geschürt werden) befinden sich in den Trinkflaschen der Fahrer überwiegend keine Sportdrinks, isotonische Getränke u. dergl., sondern klares Wasser. In bestimmten Phasen des Rennens werden einzelne Fahrer mit besonderen Getränken versorgt. Auch diese sind nicht notwendigerweise isotonisch: Vielmehr sind sie auf die Stoffwechselsituation des Fahrers abgestimmt und können sowohl isotonisch als auch hypotonisch oder hypertonisch sein.
Zusätzlich zur Versorgung durch die Wasserträger gibt es bei vielen Rennen, z. B. bei der Tour de France, neutrale Begleitmotorräder, die mit Wasser gefüllte Trinkflaschen anbieten, die in der Regel die Aufschrift eines Sponsors der Organisation tragen.

### Geschriebene und ungeschriebene Gesetze
Die oben erwähnten Regeln sowie das UCI-Reglement legen genau fest, was erlaubt ist. Darüber hinaus sind es aber vor allem die „ungeschriebenen Gesetze“ des Radsports, von denen die Fahrer sich leiten lassen. So gilt es beispielsweise als unsportlich, während der Phase der Verpflegungskontrolle – also in der Rennphase vor dem Verpflegungsabschnitt, im Verpflegungsabschnitt und unmittelbar danach – einen Ausreißversuch zu unternehmen. Diese Regeln – so wichtig sie für das Funktionieren eines großen Fahrerfelds sein mögen – werden außerhalb des Radsports nicht immer verstanden und von Journalisten gerne mit einer geheimnisvollen Aura versehen.
Die Fahrer werden vor dem Start unterrichtet, wo die Verpflegungskontrolle liegt und richten sich entsprechend darauf ein. Auch ist es günstig, wenn das Fahrerfeld ein wenig auseinandergezogen ist, so dass die Fahrer einzeln an der Verpflegungskontrolle vorbeikommen und sich nicht gegenseitig behindern. Wer sich nicht daran hält, wird entsprechend zur Ordnung gerufen. Für den Zuschauer ist diese „innere Mechanik“ des Fahrerfeldes nicht sichtbar. Um das Fahrerfeld auseinanderzuziehen und zu verlangsamen, wählt man für den Verpflegungsabschnitt meist eine gerade Strecke, die am Ende einer leichten Steigung liegt oder/und selbst eine leichte Steigung aufweist.